# Patricia Pérez Goldberg
Patricia Pérez Goldberg (sinh năm 1974) là một chính trị gia và luật sư người Chile. Bà từng là Bộ trưởng Bộ Tư pháp Chile trong chính phủ Sebastián Piñera giai đoạn từ năm 2012 đến 2014.